# Paroisse de Feliciana Est
 (décembre 2020).
Si vous disposez d'ouvrages ou d'articles de référence ou si vous connaissez des sites web de qualité traitant du thème abordé ici, merci de compléter l'article en donnant les références utiles à sa vérifiabilité et en les liant à la section « Notes et références ».
La paroisse de Féliciana Est, en Louisiane, a été créée par la scission de la paroisse de Féliciana qui donna aussi naissance à la paroisse de Féliciana Ouest en 1824.
La paroisse a une superficie de 1 174 km2 de terre émergée et 6 km2 d’eau.
Elle est enclavée entre le comté de Wilkinson (Mississippi) au nord-ouest, le comté d'Amite au nord-est, la paroisse de Sainte-Hélène à l’est, la paroisse de Bâton-Rouge Est au sud et la paroisse de Féliciana Ouest à l’ouest.
Six autoroutes quadrillent la paroisse : l’autoroute fédérale (U.S. Highway) n° 61 ainsi que les autoroutes de Louisiane (Louisiana Highway) n° 10, 19, 63, 68 et 69.

## Démographie
Lors du recensement de 2000, les 21 360 habitants de la paroisse se divisaient en 51,79 % de « Blancs », 47,08 % de « Noirs » et d’Afro-Américains, 0,16 % d’Amérindiens, 0,23 % d’Asiatiques ainsi que 0,54 % de non-répertoriés ci-dessus et 0,74 % de personnes métissés.
La paroisse comptait 2,88 % qui parlent le français ou le français cadien à la maison, soit 574 personnes parlant au moins une fois par jour la « langue de Molière ».
Dans la paroisse, la pyramide des âges (toujours en 2000) était présentée ainsi : 
- 5 490 personnes étaient des mineures (moins de 18 ans) soit 25,70 % ;

- 1 986 personnes étaient des jeunes adultes (de 18 à 24 ans) soit 9,30 % ;

- 6 558 personnes étaient de jeunes forces de travail (de 25 à 44 ans) soit 30,70 % ;

- 5 062 personnes étaient des forces de travail vieillissantes (de 45 à 65 ans) soit 23,70 % ;

- 2 264 personnes étaient des personnes en âge de la retraite (plus de 65 ans) soit 10,60 %.

L’âge moyen des citoyens de la paroisse était donc de 36 ans, de plus, la paroisse compte 9 866 personnes de sexe féminin (soit 46,19 %) et 11 494 personnes de sexe masculin (soit 53,81 %).
Le revenu moyen par personne s’élève à $31 631 (en 2006) alors que 23,00 % des habitants vivent sous le seuil de pauvreté (indice Fédéral).
La paroisse est divisée en cinq villes et villages : Clinton, Jackson, Norwood, Slaughter et Wilson.